# SES-4
O SES-4 (anteriormente denominado de NSS-14) é um satélite de comunicação geoestacionário europeu construído pela Space Systems/Loral (SS/L), ele está localizado na posição orbital de 22 graus de longitude oeste e é operado pela SES World Skies divisão da SES. O satélite foi baseado na plataforma LS-1300 e sua expectativa de vida útil é de 15 anos.

## História
A SES New Skies ordenou em fevereiro de 2008 o 14ª satélite NSS a Space Systems/Loral (SS/L). Foi o maior satélite ordenada pela SES até o momento. No início de 2010, o satélite foi renomeado para SES-4.
O SES-4 é um satélite híbrido com 52 transponders de banda C equivalentes a 36 MHz e 72 transponders em banda Ku equivalentes a 36 MHz, um aumento substancial na capacidade total disponível em 338 graus leste. O satélite foi projetado especificamente para a sua localização orbital, com vigas de banda C servindo ao hemisfério oriental (Europa e África), a cobertura completa da América, bem como um feixe global para apoiar os clientes móveis e marítimos. Quatro vigas de alta potência regionais em banda Ku vai prestar serviço para a Europa e Oriente Médio, África Ocidental, América do Norte e América do Sul.
A SES New Skies implantou o SES-4 sobre a região do Oceano Atlântico em 338 graus de longitude leste, permitindo ao satélite titular NSS-7 a se deslocar para uma nova posição orbital.

## Lançamento
O satélite foi lançado com sucesso ao espaço no dia 14 de fevereiro de 2012, às 19:36 UTC, por meio de um veículo Proton-M/Briz-M, lançado a partir do Cosmódromo de Baikonur, no Cazaquistão. Ele tinha uma massa de lançamento de 2.561 kg.

## Capacidade e cobertura
O SES-4 é equipado com 52 transponders em banda C e 72 em banda Ku para fornecer televisão, rádio e outros dados digitais à Europa, Oriente Médio, África Ocidental, América do Norte e América do Sul.